# Pyraustodes flavicostalis
Pyraustodes flavicostalis är en fjärilsart som beskrevs av Émile Louis Ragonot 1890. Pyraustodes flavicostalis ingår i släktet Pyraustodes och familjen mott. Inga underarter finns listade i Catalogue of Life.